# بيتار إيفانوف
بيتار ايفانوف (بالبلغارية: Петър Иванов)‏ هو حارس مرمى ولاعب كرة قدم بلغاري، ولد في 29 يونيو 1903 في يامبل في بلغاريا، وتوفي في 18 يناير 1968. لعب مع ليفسكي صوفيا.

## وصلات خارجية
- بيتار إيفانوف على موقع قاعدة بيانات كرة القدم.إي يو (الإنجليزية)
- بيتار إيفانوف على موقع أوليمبيديا (الإنجليزية)